# Кружльова-Нижня
Кружльова-Нижня (пол. Krużlowa Niżna) — село в Польщі, у гміні Грибів Новосондецького повіту Малопольського воєводства.
Населення — 928 осіб (2011).
У 1975-1998 роках село належало до Новосондецького воєводства.

## Демографія
Демографічна структура станом на 31 березня 2011 року:
|          | Загалом | Допрацездатний вік | Працездатний вік | Постпрацездатний вік |
| -------- | ------- | ------------------ | ---------------- | -------------------- |
| Чоловіки | 471     | 127                | 301              | 43                   |
| Жінки    | 457     | 122                | 248              | 87                   |
| Разом    | 928     | 249                | 549              | 130                  |